# Mandala (historia)

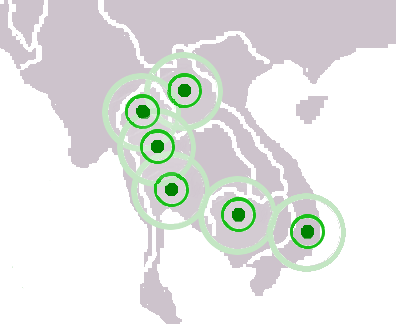
Nakładające się na siebie mandale ok. roku
1360. W kolejności od północy: Lan Xang, Lanna, Sukhothai, Ayutthaya, Angkor, Czampa.

Mandala – model opisujący schemat rozkładu sił politycznych w państwach historycznych Azji Południowo-Wschodniej. Dosłownie oznacza krąg i w tym znaczeniu można je tłumaczyć jako krąg królów. W pewnym sensie system ten jest podobny do systemu feudalnego w Europie: wzajemne powiązania między państwami tworzącymi mandalę zależą od układów wasalnych ich władców, chociaż w porównaniu do feudalizmu państwa te mają znacznie większą swobodę. Zasięgi oddziaływania mandali często nakładały się na siebie, tworząc sieć wzajemnie powiązanych ośrodków władzy. 